# Kanton Ronsdorf
Der Kanton Ronsdorf (historische Schreibweise Canton Ronsdorf) war ein Kanton im Rheinland und bestand von 1808 bis 1813. Er war eine untergeordnete Verwaltungseinheit im unter französischer Verwaltung stehenden und von Joachim Murat, einem Schwager Napoleons regierten Großherzogtum Berg, das später in das Generalgouvernement Berg überging.

## Geschichte
Ronsdorf war auch Sitz einer Mairie im Arrondissement Elberfeld, das wiederum seit der Verwaltungsreform vom 14. November 1808 zum Département Rhein gehörte. Der Kanton hatte 12.737 Einwohner und bestand aus der Stadt Ronsdorf sowie aus den Kirchspielen Cronenberg und Remscheid. Ronsdorf war seit 1811 Sitz des Friedensgerichtes Ronsdorf.
Gemäß Anlage 1 zur Verfassung von Berg von 1812 hätte der Kanton Ronsdorf einen Deputierten zum Collegium (Parlament) gestellt. Gemäß Anlage 2 bestand die Notablen-Versammlung des Kantons aus 50 Personen.
Nach der Auflösung des Kantons kamen Remscheid und Ronsdorf zum 1816 neu gebildeten Kreis Lennep, Cronenberg zuerst zum Kreis Solingen danach zum Kreis Mettmann und ab dem 1. November 1820 zum Kreis Elberfeld.